# Френсіс Гардінґ
Френсіс Гардінґ (англ. Frances Hardinge; нар. 1973) — британська дитяча письменниця. Її дебютний роман «Нічний політ» отримав премію Бренфорда Боуза 2006 року та ввійшов до списку найкращих книг School Library Journal. Книжка також входила до коротких списків, а авторка здобула низку інших нагород як за романи, так і за деякі оповідання.

## Молодість та освіта
Гардінґ народилася 1973 року в Брайтоні, Англія, і мріяла писати з чотирьох років. Вона вивчала англійську мову в Сомервіль-коледжі в Оксфорді та була однією з засновниць тамтешньої письменницької майстерні.

## Кар'єра
Її письменницька кар'єра почалася після того, як вона виграла конкурс оповідань у журналі. Незабаром після перемоги вона написала свій дебютний роман «Нічний політ» у вільний від роботи час і за наполяганням друга показала його видавництву Macmillan. Книжка вийшла 2005 року, увійшла до списку найкращих книжок журналу School Library Journal і отримала премію Бренфорда Боаза. Її роман «Дерево брехні» 2015 року здобув премію «Книга року» Costa Book Award  — єдина дитяча книга, яка її виборола, окрім «Бурштинової підзорної труби» Філіпа Пуллмана у 2001 році.

## Особисте життя
Гардінґ часто можна зустріти у чорному капелюсі й вона любить одягатися в старовинний одяг.

## Нагороди та відзнаки
| Рік  | Назва                   | Нагороа                           | Категорія                                        | Результат    | Примітки      |
| ---- | ----------------------- | --------------------------------- | ------------------------------------------------ | ------------ | ------------- |
| 2006 | Нічний політ            | Branford Boase Award              | —                                                | Перемога     |               |
| 2011 | Пограбування у сутінках | Guardian Children's Fiction Prize | —                                                | У шорт-листі |               |
| 2012 | Обличчя як скло         | Kitschies                         | Red Tentacle                                     | У шорт-листі |               |
| 2015 | Спів зозулі             | British Fantasy Award             | Robert Holdstock Award                           | Перемога     | [ 11 ]        |
| 2015 | Спів зозулі             | Медаль Карнегі                    | —                                                | У шорт-листі |               |
| 2015 | Дерево брехні           | Costa Book Awards                 | Book of the Year                                 | Перемога     | [ 12 ] [ 13 ] |
| 2015 | Дерево брехні           | Costa Book Awards                 | Дитяча література                                | Перемога     | [ 14 ] [ 15 ] |
| 2016 | Дерево брехні           | Boston Globe–Horn Book Award      | Художня література                               | Перемога     | [ 16 ]        |
| 2016 | Дерево брехні           | Медаль Карнегі                    | —                                                | У шорт-листі |               |
| 2021 | Дерево брехні           | Honkaku Mystery of the Decade     | Translated Honkaku Mystery of the Decade – 2010s | У шорт-листі |               |

## Праці

### Романи
- Нічний політ (2005)
- Сильна мідянка (2007); американська назва Well Witched
- Gullstruck Island (2009); американська назва «Втрачена змова».
- Пограбування у сутінках (2011); американська назва, Fly Trap – продовження Fly by Night
- Обличчя, як скло (2012)[17][18]
- Спів зозулі (2014)[19]
- Дерево брехні (2015)[20]
- Оповита тінями (вересень 2017)[21]
- Deeplight (жовтень 2019)[22][23]
- Unraveller (вересень 2022)
- Острів Шепоту (2023); ілюстровано Емілі Ґрейвет[24]
- Ліс тисячі очей (2024); ілюстровано Емілі Ґрейвет[25]

### Коротка художня проза
Гардінґ написала кілька оповідань, які надрукували у журналах та антологіях.
- «Shining Man», The Dream Zone 8 (січень 2001)
- «Причастя», гра слів 1 (весна 2002)
- «Captive Audience», Piffle 7 (жовтень 2002)
- «Бенгальська троянда», Scribble 20 (весна 2003)
- «Чорна трава», All Hallows 43 (літо 2007)
- «Halfway House», Alchemy 3 (січень 2006)
- «За дзеркалом», серіал у First News (2007)
- «Payment Due», у Under My Hat: Tales from the Cauldron, ред. Джонатан Страган (Random House, 2012)
- «Flawless», в Twisted Winter, ред. Кетрін Батлер (Блек, 2013)
- «Сінна лихоманка», Subterranean, зима 2014 (грудень 2013)
- «Сліпе око», The Outcast Hours, ред. Махвеш Мурад і Джаред Шурін (Соляріс, 2019)
- «Боже око», у Mystery & Mayhem, (Egmont Publishing, 2016)